# Château d'Hénencourt
Le château d'Hénencourt est situé sur le territoire de la commune d'Hénencourt, dans le département de la Somme, non loin d'Albert.

## Historique
Le château d'Hénencourt a été édifié par la famille de Lameth au XVIIe siècle, après les invasions espagnoles. 
Dans la seconde moitié du siècle suivant, il fut remanié par un architecte vraisemblablement proche de Pierre Contant d'Ivry. Un avant corps central fut ajouté sur chacune des deux façades. Les espaces intérieurs reçurent des boiseries sculptées et, au nord, un parc à la française fut aménagé.
Pendant la Première Guerre mondiale, le château fut occupé par William Birdwood, commandant du Corps d'armée australien et néo-zélandais (ANZAC) ; des soldats australiens y cantonnèrent. L'édifice fut à demi-détruit au cours de la Première Guerre mondiale à cause de l'effondrement d'une sape aménagée par l'armée britannique qui provoqua l'explosion d'une bombe suivie d'un incendie. 
Après la guerre, la partie détruite ne fut pas reconstruite. 
Seuls subsistent le corps central avec son péristyle, l'aile Est et les ruines de l'aile Ouest.
Le château est toujours propriété de la famille de Lameth.

### Protection
Le château, le colombier et le parc sont protégés au titre des monuments historiques : classement depuis un arrêté du 28 décembre 1984.

## Description
Le château, surnommé le « petit Versailles picard », construit en brique et pierre, était composé d'un corps central et deux ailes en retour, prolongées, en décrochement, par deux longues ailes plus basses, abritant les  communs, le tout s'ouvrant sur une vaste cour d'honneur. Les murs en brique sont ornés de chaînages en pierre encadrant les ouvertures. 
Sur la façade côté parc a été ajouté un avant-corps en arc de cercle, surmonté d'une coupole s'appuyant sur une corniche à modillons.
Côté cour, la façade est dotée d'une corniche denticulée et d'un péristyle de six colonnes d'ordre ionique, supportant un fronton triangulaire sculpté aux armes de la famille de Lameth. 
Greffé sur une façade du XVIIe siècle, le péristyle donne au château l'aspect d'une villa paladienne, confirmant le retour du goût à l'antique de la fin du XVIIIe siècle.
La grille d'entrée a été réalisée par le ferronnier Jean Veyren au XVIIIe siècle. Elle a perdu la partie de décor en ferronnerie qui surmontait ses deux battants . 
Au milieu du XIXe siècle, au moment du démantèlement du Château d'Heilly, le marquis de Lameth acquit des balustrades et des pots à feu qu'il fit placer au sommet des pilastres de la grille d'entrée du château.
Un vaste parc, limité par des sauts de loup, était précédé d'un Jardin à la française au plan en étoile, avec charmilles et bassins ornés d'œuvres sculptées. Ces aménagements sont aujourd'hui en grande partie disparus.
Derrière les ruines d'un bâtiment (sans doute les anciennes écuries), se dresse un colombier sur le périmètre de la ferme. Son fronton militaire avec deux licornes est l'œuvre de Jean-Baptiste Carpentier, sculpteur amiénois.
Il ne reste rien du décor intérieur et du mobilier du château qui, transformé au cours de la Seconde Guerre mondiale en hôpital militaire par l'armée allemande, fut saccagé et pillé.